# Teoria das hidroplacas
A Teoria das Hidroplacas é uma teoria de linha criacionista proposta pelo engenheiro mecânico norte-americano Walter Brown, em 1980, em seu livro In the Beginning: Compelling Evidence for Creation and the Flood. Esta teoria defende uma explicação alternativa à tectônica de placas, defendendo que a atual formação geológica terrestre, seria consequência de um evento catastrófico em decorrência de uma inundação global. A comunidade científica considera esta teoria uma pseudociência.

## Descrição
Os eventos que descrevem a teoria das hidroplacas são divididos em quatro etapas: fase de ruptura, fase de inundação, fase da deriva continental e fase de acomodação.

### Fase de ruptura
Segundo Brown, por volta de 4.500 anos atrás, a Terra teria apresentado características diferentes das atuais, com pressão atmosférica elevada (aproximadamente 6 atm), relevo de baixas altitudes e oceanos menos profundos e de baixa salinidade. Também teria possuído um único supercontinente e um lençol de água subterrâneo homogêneo de aproximadamente 1 km de espessura, com cerca de metade da atual quantidade de água dos oceanos, que se situaria cerca de 15 km abaixo da superfície.
Um aumento de pressão da água subterrânea sobre rochas com menor resistência teria promovido uma ruptura da crosta terrestre, lançando violentamente uma enorme mistura de água, terra e rocha na superfície, com uma energia superior à explosão de dez bilhões de bombas de hidrogénio.  

### Fase de inundação
Ao chegar à estratosfera, a água lançada teria congelado rapidamente, produzindo cristais de gelo que, ao caírem, teriam originado uma forte chuva torrencial, ao mesmo tempo que teriam promovido o congelamento instantâneo de animais como o mamute, encontrado na Sibéria e no Alasca.
A água em alta pressão emergindo das rupturas teria produzido o grande volume de sedimentos que agora cobrem todo o globo terrestre. Esses sedimentos teriam soterrado plantas e animais, formando os registros fósseis. A Bíblia descreve a inundação global como sendo o Dilúvio e, segundo ela, teria ocorrido em quarenta dias de chuvas contínuas.

### Fase da deriva continental
A erosão promovida pela água em alta pressão teria alargado rapidamente o tamanho das rupturas da crosta terrestre, promovendo a compressão de rochas. O leito do oceano, que até então era plano, teria começado a emergir, formando as cordilheiras mesoceânicas, cobrindo 74.000 km ininterruptos do fundo oceânico.
As placas continentais, definidas como hidroplacas pela teoria de Brown, ainda contendo água subterrânea lubrificante, teriam deslizado rapidamente pelo oceano. Ao encontrarem resistência, as rochas das hidroplacas teriam sido comprimidas como uma espécie de "efeito mola", formando as montanhas acima do oceano e as fossas abissais abaixo deste. Isso teria acarretado o surgimento de oceanos mais profundos, e, ao mesmo tempo, por causa da compactação de rochas, continentes mais altos.

### Fase da acomodação
O movimento dos continentes, em velocidades aproximadas de 60 km/h, teria aberto profundas bacias oceânicas, nas quais as águas da inundação teriam se retraído. Nos continentes, cada cavidade teria moldado depressões ou bacias, as quais naturalmente teriam sido preenchidas com água, produzindo os lagos. A erosão das águas continentais teria produzido cânions em pouco tempo.

## Oceanos Subterrâneos
Descobertas recentes tem demostrado a existência de oceanos subterrâneos de profundidade de 600 km. Seu conteúdo poderia encher três vezes o volume atual dos oceanos da superfície. Ainda foi mapeado toda água logo abaixo da superfície terrestre sendo estimado um volume capaz de cobrir todo planeta por até 180 metros de profundidade.
 

## Críticas
Segundo a teoria, originalmente, a Terra apresentava continentes contínuos, com menos água nos oceanos e montanhas mais baixas. A configuração atual da Terra teria se formado repentinamente devido a um evento cataclísmico.
A Teoria das Hidroplacas não é aceita pela comunidade científica por diversos motivos:

### Falta de testabilidade
A teoria não é testável nem falsificável nos moldes do método científico moderno, o que a caracteriza como uma hipótese pseudocientífica. Não há experimentos replicáveis ou previsões verificáveis associadas à teoria.

### Conflito com princípios científicos consolidados
A proposta contradiz princípios bem estabelecidos da geologia, física e termodinâmica, como:

#### Comportamento das rochas sob pressão
As rochas não se comportam como "placas flutuantes de granito" sobre uma camada de água. Modelos geológicos reais da crosta e do manto demonstram propriedades de viscosidade, elasticidade e processos de subducção, que diferem substancialmente do cenário proposto pela teoria.

#### Impossibilidade física da existência de tanta água subterrânea
A teoria postula a existência de “câmaras de água” subterrâneas, massivas, a cerca de 16 km de profundidade e sob altíssima pressão, contidas sob a crosta terrestre, ao redor de todo o globo. No entanto:
- Tamanha quantidade hídrica colapsaria a crosta sob seu próprio peso.
- Seria termodinamicamente inviável manter tal sistema sem liberação catastrófica de calor e pressão.
- Não há registro geológico que comprove a existência de tais estruturas.

### Energia física inviável
Um volume de água subterrânea correspondente à metade dos oceanos atuais, pressurizado a dezenas ou centenas de megapascais (MPa), geraria uma quantidade de energia equivalente à liberação de milhões de megatons de TNT — muito mais do que toda a energia nuclear já gerada pela humanidade.
A energia armazenada por compressão em um fluido é dada por:
E=P⋅V
Se usarmos uma pressão hipotética de 1GPa=109Pa e um volume estimado de 109km3=1018m3, temos:

E=109⋅1018=1027J
Essa energia é equivalente a cerca de 167 bilhões de megatons de TNT.

Além disso, romper uma camada rígida e massiva de crosta por milhares de quilômetros exigiria energia comparável à de um impacto planetário, como o que formou a Lua. Isso se aproxima da energia de ligação gravitacional da Terra — a energia necessária para desmontar completamente o planeta contra sua gravidade:
E = - (3/5) * (G * M^2 / R)
Onde:
- G é a constante gravitacional universal,
- M é a massa da Terra,
- R é o raio da Terra.

Se a pressão subterrânea hipotética tivesse sido de fato liberada, a energia gerada seria suficiente para vaporizar os oceanos e fundir grandes porções da crosta terrestre, o que não é compatível com o registro geológico.

#### Comparação com eventos reais:
- Bomba de Hiroshima: ~0,000015 megatons
- Energia total de todas as armas nucleares já detonadas: ~510 megatons
- Impacto do asteroide de Chicxulub (extinção dos dinossauros): ~100 milhões de megatons[5]

### Registro fóssil e estratigráfico
Geólogos interpretam a tectônica de placas e a formação de montanhas, fossas e fósseis como processos graduais ao longo de milhões de anos.
A tectônica de placas explica a formação de montanhas, fossas oceânicas, vulcões e o registro fóssil com base em:
- Magnetoestratigrafia,
- Datação radiométrica,
- Hotspots (como o das Ilhas Havaianas),
- Guyots e dorsais oceânicas.

Estudos com icnofósseis (pegadas e rastros fossilizados) demonstram padrões consistentes com ambientes estáveis por longos períodos — que teriam sido destruídos por liquefação em massa, conforme proposto por submodelos da teoria das hidroplacas.
O registro fóssil, sedimentar e estratigráfico apresenta padrões de deposição sequencial e cronológica, coerentes com processos geológicos ao longo de eras, não com eventos cataclísmicos de curta duração.